# 3400-as busz
A 3400-as jelzésű regionális autóbuszvonal Eger, Egercsehi és Bekölce között húzódik, amelyet a MÁV Személyszállítási Zrt. üzemeltet.

## Útvonala
Az autóbuszvonal Heves vármegye megyeszékhelyét, Egert köti össze a tőle északnyugatra fekvő Bekölcével, közben Szarvaskőn és Egercsehin áthajtva. Eger területén a forgalmasabb megállókban áll meg, majd a 25-ös főúton tartózkodik egészen Egercsehi belterületéig, ahonnan közutakon jut el Bekölcére, a Borsod-Abaúj-Zemplén vármegye előtti településig.
Hétköznaponta és szombatonként meghosszabbított járat jár az egri Volán-telepig (Tompa utca), közben az egri vasútállomásnál megállást tesz.
A 3400-as autóbuszvonalat is érinti a Szentdomonkos, Tarnalelesz és Egercsehi térségében zajló 25-ös főúti lezárás 2022 decembere óta oly módon, hogy a község területén útvonal-módosításokat hajtottak végre, egyirányúsított szakaszok vannak jelen a Kossuth Lajos úton Bekölce; míg a Petőfi Sándor úton Szúcs irányába.
```
A 3400-as járatok Eger felől a faluba érkezvén szinte minden alkalommal a bányatelepi buszfordulóig elközlekednek, majd onnan visszatérnek és Falun át mennek tovább Bekölcére (egyes járatok még a Bányatelep előtt is kitérnek Faluba).
Bekölce felől minden járat a bányatelepi iskolán és a bányatelepi buszfordulón át halad, utána ezek majd mindegyike Faluba is kihajt.
```

## Közlekedése
Az autóbuszjáratok a hét minden napján közlekednek. Míg tanítási napokon körülbelül óránként indulnak járatok Eger környékére (ezen felül reggelente kiegészítő járatok közlekednek Egercsehiből), addig a hétvége folyamán inkább a falvakat behálózó további autóbuszvonalak (Bekölcéről: 3403, 3404, 3409, 3481; Egercsehiből: 1051) vannak jelen, azonos időpontokban.
| Viszonylat                            | Indításszám       | Közlekedési rend          |
| ------------------------------------- | ----------------- | ------------------------- |
| Eger, aut. áll. – Egercsehi, aut. vt. | 1 pár             | tanítási naponta          |
| Eger, aut. áll. ➝ Egercsehi, Falu     | 1 oda             | tanítási naponta          |
| Eger, aut. áll. – Bekölce, aut. ford. | 11 oda, 13 vissza | tanítási naponta          |
| Eger, aut. áll. – Bekölce, aut. ford. | 9 oda, 11 vissza  | tanszünetben munkanaponta |
| Eger, aut. áll. – Bekölce, aut. ford. | 3 oda, 2 vissza   | szabadnaponta             |
| Eger, aut. áll. – Bekölce, aut. ford. | 2 pár             | munkaszüneti naponta      |
| Bekölce, aut. ford. ➝ Eger, Tompa u.  | 1 oda             | munkanaponta              |
| Bekölce, aut. ford. ➝ Eger, Tompa u.  | 1 oda             | szabadnaponta             |

### Járművek
Az autóbuszvonalon szóló járművek közlekednek, melyek legtöbbje Credo típusú, annak is egyaránt régebbi (EC 12, IC 12) és újabb (Econell 12) variánsai is ingáznak. Emellett Ikarus C56 autóbusz is ritkán megveti rajta a kerekét.

## Megállóhelyei
| Munkanaponta és szabadnaponta 1 járat által érintett.                                                                      |                                                                 |         | |
| ∫ | Eger, Tompa utca végállomás                                     | ∫       | 3A, 6, 11, 12, 13, 14, 14E, 16, 112, 113, 914 1050, 1051, 1053, 1054, 1343, 1346, 1348, 1362, 1380, 1427, 1466, 1517 3402, 3408, 3410, 3411, 3414, 3423, 3424, 3426, 3430, 3431, 3432, 3433, 3434, 3435, 3436, 3440, 3441, 3442, 3443, 3444, 3445, 3446, 3448, 3472, 3479, 3482, 3484, 3667, 4011, 4015, 4157 |
| ∫ | Eger vasútállomás, bejárati út                                  | ∫       | 3A, 6, 11, 12, 13, 14, 14E, 112, 113 1050, 1051, 1053, 1054, 1343, 1346, 1348, 1362, 1380, 1383, 1402, 1427, 1466, 1517 3402, 3407, 3408, 3410, 3411, 3414, 3423, 3424, 3426, 3430, 3431, 3432, 3433, 3434, 3435, 3436, 3440, 3441, 3442, 3443, 3444, 3445, 3446, 3448, 3472, 3479, 3482, 3484, 3667, 4011, 4015, 4157 IR87 , személyvonat – Eger (87, 87a) |
| 0 | Eger, autóbusz-állomás végállomás                               | 0.0 km  | 2, 2A, 4, 5, 5A, 6, 7, 7A, 11, 12, 14, 14E, 16, 17, 112, 914 1049, 1050, 1051, 1053, 1054, 1343, 1344, 1346, 1347, 1348, 1349, 1351, 1352, 1362, 1380, 1383, 1426, 1427, 1428, 1447, 1466, 1468, 1517 3402, 3403, 3405, 3406, 3407, 3408, 3409, 3410, 3411, 3412, 3414, 3415, 3416, 3417, 3418, 3419, 3420, 3423, 3424, 3426, 3430, 3431, 3432, 3433, 3434, 3435, 3440, 3441, 3442, 3443, 3444, 3445, 3446, 3448, 3450, 3455, 3456, 3457, 3458, 3462, 3469, 3470, 3471, 3472, 3473, 3474, 3476, 3479, 3480, 3481, 3482, 3483, 3484, 3488, 3604, 3660, 3667, 4012, 4014, 4015, 4157 |
| 1 | Eger, Bartakovics út                                            | 1.0 km  | 4, 13, 113 1347, 1349, 1351, 1352, 1383, 1447 3402, 3403, 3404, 3408, 3409, 3410, 3411, 3412, 3435, 3454, 3470, 3471, 3472, 3473, 3474, 3476, 3479, 3481, 3482, 3483, 3484, 3488, 4157 |
| 2 | Eger, Kővágó tér                                                | 2.5 km  | 4, 7, 11, 13, 14, 14E, 17, 113 1051, 1053, 1054 3402, 3403, 3404, 3408, 3409, 3410, 3411, 3412, 3435, 3454, 3481, 4157 |
| 3 | Eger, Nagylapos                                                 | 3.7 km  | 4, 11, 14, 14E, 16, 914 1053, 1054, 1383 3402, 3403, 3404, 3405, 3408, 3409, 3410, 3411, 3412, 3414, 3435, 3481, 4157 |
| 4 | Eger (Felnémet), felsőtárkányi elágazás                         | 4.7 km  | 4, 11, 14, 14E, 16, 914 1053, 1383 3402, 3403, 3404, 3405, 3408, 3409, 3410, 3411, 3412, 3414, 3435, 3481, 4157 |
| 5 | Eger, Almár vasúti megállóhely                                  | 7.2 km  | 3402, 3403, 3404, 3408, 3409, 3410, 3411, 3412, 3481, 4157 személyvonat – Almár (87) |
| 6 | Almár, hobbitelkek                                              | 10.2 km | 3402, 3403, 3404, 3408, 3409, 3410, 3411, 3412, 3481, 4157 |
| 7 | Szarvaskő, újtelep                                              | 11.8 km | 3402, 3403, 3404, 3408, 3409, 3410, 3411, 3412, 3481, 4157 |
| 8 | Szarvaskő, központ                                              | 12.4 km | 1051, 1054 3402, 3403, 3404, 3408, 3409, 3410, 3411, 3412, 3481, 4157 |
| 9 | Mónosbéli elágazás                                              | 13.5 km | 3402, 3403, 3404, 3408, 3409, 3410, 3411, 3412, 3481, 4157 |
| 10 | Villói tanya                                                    | 19.8 km | 3403, 3409, 3481 |
| 11 | Egercsehi, bekölcei elágazás                                    | 21.1 km | 1051 3403, 3409, 3481, 3484, 3485 |
| Tanítási naponta 4; tanszünetben munkanaponta 3; szabadnaponta 2; munkaszüneti naponta 1 Eger felőli járat által érintett. |                                                                 |         | |
| ∫ | Egercsehi, Falu                                                 | ∫       | 3403, 3409, 3481, 3484, 3485 |
| 11 | Egercsehi, bekölcei elágazás                                    | 21.1 km | 1051 3403, 3409, 3481, 3484, 3485 |
| Tanítási naponta 1 járat által nem érintett.                                                                               |                                                                 |         | |
| 12 | Egercsehi, Egri út 67.                                          | 22.0 km | 3403, 3409, 3481, 3484, 3485 |
| 13 | Egercsehi (Bányatelep), autóbusz-váróterem vonalközi végállomás | 23.0 km | 1051 3403, 3409, 3481, 3484, 3485, 3488 |
| 14 | Egercsehi, Egri út 67. (↓)                                      | 24.0 km | 3403, 3409, 3481, 3484, 3485 |
| 15 | Egercsehi, bekölcei elágazás (↓)                                | 24.9 km | 1051 3403, 3409, 3481, 3484, 3485 |
| 16 | Egercsehi, Falu (↓) Egercsehi (Bányatelep), iskola (↑)          | 25.9 km | 3403, 3409, 3481, 3484, 3485 |
| 17 | Egercsehi, Csónak út                                            | 27.3 km | 3403, 3409, 3481, 3485 |
| 18 | Bekölce, központ                                                | 29.5 km | 3403, 3404, 3409, 3481, 3485 |
| 19 | Bekölce, Akác úti átjáró                                        | 30.1 km | 3403, 3404, 3409, 3481, 3485 |
| 20 | Bekölce, autóbusz-forduló végállomás                            | 31.0 km | 3403, 3404, 3409, 3481, 3485 |